# Vittorio Scatola
Vittorio Scatola (Lecco, 13 de junio de 1960) fue un piloto de motociclismo italiano.

## Resultados de carrera

### Campeonato del Mundo de Motociclismo

#### Carreras por año
Sistema de puntos desde 1969 a 1987:
| Posición | 1.º | 2.º | 3.º | 4.º | 5.º | 6.º | 7.º | 8.º | 9.º | 10.º |
| Puntos   | 15  | 12  | 10  | 8   | 6   | 5   | 4   | 3   | 2   | 1    |

Sistema de puntos desde 1988 a 1992:
| Posición | 1.º | 2.º | 3.º | 4.º | 5.º | 6.º | 7.º | 8.º | 9.º | 10.º | 11.º | 12.º | 13.º | 14.º | 15.º |
| Puntos   | 20  | 17  | 15  | 13  | 11  | 10  | 9   | 8   | 7   | 6    | 5    | 4    | 3    | 2    | 1    |

(Carreras en negrita indica pole position, carreras en cursiva indica vuelta rápida)
| Año  | Clase | Moto    | 1      | 2       | 3       | 4       | 5       | 6       | 7       | 8       | 9       | 10      | 11      | 12      | 13      | 14      | 15    | Pts. | Pos. |
| ---- | ----- | ------- | ------ | ------- | ------- | ------- | ------- | ------- | ------- | ------- | ------- | ------- | ------- | ------- | ------- | ------- | ----- | ---- | ---- |
| 1986 | 500cc | Paton - | SPA -  | NAT Ret | GER -   | AUT -   | YUG -   | NED -   | BEL -   | FRA -   | GBR -   | SWE -   | RSM Ret |         |         |         |       | 0    | -    |
| 1987 | 500cc | Paton   | JPN -  | SPA -   | GER -   | NAT 21  | AUT -   | YUG Ret | NED -   | FRA 16  | GBR -   | SWE -   | CZE -   | RSM Ret | POR -   | BRA -   | ARG - | 0    | -    |
| 1988 | 500cc | Paton   | JPN -  | USA -   | SPA -   | EXP -   | NAT Ret | GER -   | AUT -   | NED DNS | BEL -   | YUG -   |         |         |         |         |       | 0    | -    |
| 1988 | 500cc | Suzuki  |        |         |         |         |         |         |         |         |         |         | FRA Ret | GBR -   | SWE -   | CZE -   | BRA - | 0    | -    |
| 1989 | 500cc | Suzuki  | JPN -  | AUS -   | USA -   | SPA -   | NAT Ret |         |         |         |         |         |         |         |         |         |       | 0    | -    |
| 1989 | 500cc | Honda   |        |         |         |         |         | GER 18  | AUT -   | YUG Ret | NED -   | BEL -   | FRA DNQ | GBR -   | SWE -   | CZE -   | BRA - | 0    | -    |
| 1990 | 500cc | Paton   | JPN -  | USA -   | SPA Ret | NAT 15  | GER 16  | AUT -   | YUG Ret | NED Ret | BEL Ret | FRA Ret | GBR -   | SWE -   | CZE -   | HUN -   | AUS - | 1    | 35.º |
| 1994 | 500cc | Paton   | AUS 24 | MAL DNS | JPN -   | SPA Ret | AUT DNQ | GER DNQ | NED 19  | ITA Ret | FRA -   | GBR -   | CZE -   | USA -   | ARG Ret | EUR Ret |       | 0    | -    |